# Гузюк Пилип Федорович
Пи́лип Федорович Гузю́к (12 листопада 1900, с. Пониква, нині Золочівського району, Львівської області — 30 жовтня 1968, м. Львів) — український радянський письменник, прозаїк.

## Життєпис
Народився 12 листопада 1900 року в с. Пониква. 
Під час польсько-радянської війни добровольцем вступив до лав Першої кінної армії, якою командував Семен Будьонний. Брав активну участь в боях з польським військом, Добровольчою армією барона П. Врангеля та повстанською армією Нестора Махна та іншими військовими формуваннями на теренах України, Дону та Кубані й демобілізувався лише восени 1921 року.
1927 року вступив до лав КПРС. 
Друкуватися почав у 1931 році — під час навчання в Українському комуністичному інституті журналістики у Харкові, який успішно закінчив у 1934 році. Після закінчення вишу тривалий час працював там викладачем. Викладацьку роботу суміщував з роботою у місцевій пресі.

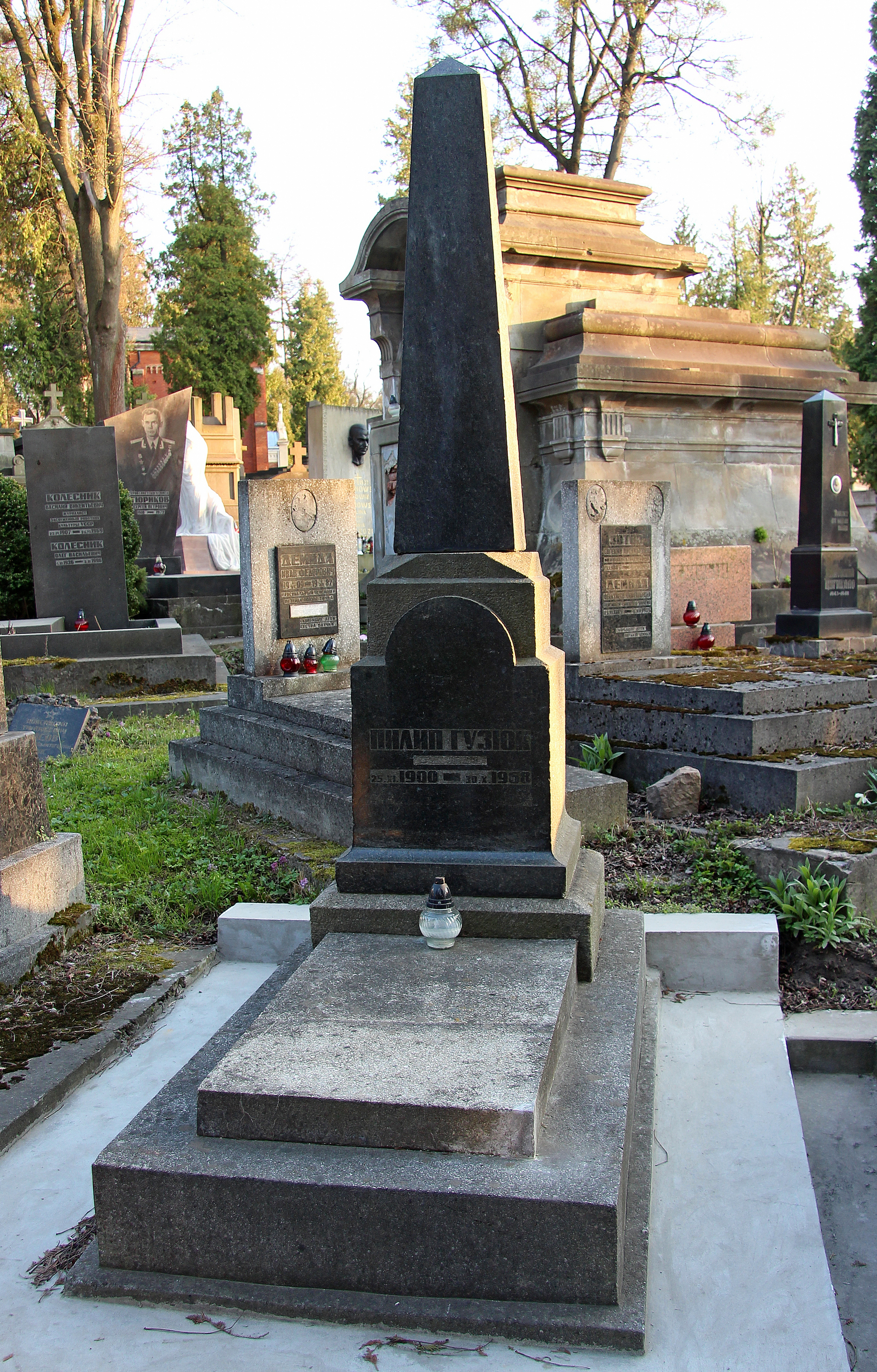
Пам'ятник на могилі П. Гузюка на Личаківському цвинтарі у Львові

Справжнім піком його письменницької діяльності слід вважати 1950-1960 роки. Саме у той час з-під його пера виходять твори:
- повість «Напередодні» (1955), яка присвячена боротьбі трудящих Західної України за возз’єднання в єдиній Українській Радянській державі;
- роман-трилогія «Сурми кличуть» та оповідання «Розрив» (1958), присвячені революційним подіям та утвердження радянського ладу в західноукраїнському селі;
- повісті «Надіїна доля» (1962), «Богомольці» (1963), «Месники» (1967);
- прозова збірка «Друге народження» (1967), куди увійшла і повість під такою ж назвою.

Окремі твори Гузюка перекладено російською мовою, зокрема, антирелігійна повість «Иду к живым» (1964). Усі зазначені твори Пилипа Федоровича Гузюка друкувалися у львівському видавництві «Каменяр».
Пилип Федорович Гузюк помер 30 жовтня 1968 року та похований у Львові на полі № 1 Личаківського цвинтаря.